# Lyckoflickan

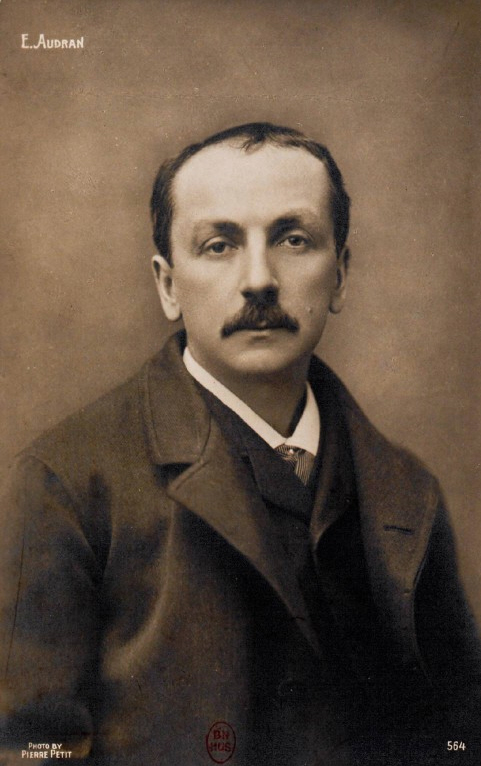
Edmond Audran

Lyckoflickan (franska: La Mascotte) är en operett (opéra comique) i tre akter med musik av Edmond Audran och libretto av Alfred Duru och Henri Chivot. Historien rör sig kring en bondflicka som är en "mascotte": någon med övernaturliga krafter som bringar lycka till alla i hennes närhet så länge som hon förblir jungfru. 
Operetten hade premiär på Théâtre des Bouffes Parisiens i Paris den 28 december 1880 och spelades 301 föreställningar. Uppsättningar följde i andra europeiska länder, Amerika och Australien. Verkets titel introducerade ordet "mascotte" i fransk standardspråk, "mascot" i engelskan, samt andra varianter av ordet i diverse ytterligare språk.

## Historia och premiären
Runt 1880 var "mascotte" ett tämligen nytt franskt slangord härrörande från den provensalska termen mascoto med betydelsen "förtrollning" eller "trollformel". Vid den tiden var ordet lika okänt i franska ordböcker som i engelska. Enligt Audrans son kom inspirationen till Lyckoflickan från ett billigt smycke som Audrans hustru, som var från Provence, hade fått av sin sjöfarande broder; det var en lyckotingest som ingen utom Madame Audran fick röra: "Edmond, ne touche pas à ma mascotte". Audran fick idén att även en person kan vara en lyckobringare och föreslog saken för sina medarbetare, librettisterna Alfred Duru och Henri Chivot.
Lyckoflickan kom i början av Audrans karriär som kompositör för Paris scener. Hans första stora framgång, Les Noces d'Olivette, hade haft premiär på Théâtre des Bouffes Parisiens 1879, och Lyckoflickan skrevs för samma teater. Den hade premiär den 28 december 1880 och spelades 301 föreställningar, med kassainkomster på över en miljon francs.
Vid premiären debuterade fyra namnkunniga personer, alla med succé. De två kvinnorna var Marie Montbazon (senare känd som Marie Grisier-Montbazon), som spelade Bettina, och Mdlle Dinelli (Fiametta). Den förre var från en teaterfamilj välkänd i franska provinserna. Hon var bara 21 år vid premiären och skulle komma att spela i många av Audrans kommande operetter under 1880- och 1890-talet. Dinelli, som Fiametta, fick också bra kritik men hade en kortare karriär på grund av sjukdom 1883. De två manliga debutanterna var tenorer: den lyriske Lamy och den komiske Raucourt, båda prisade av Revue musicale.

## Uppsättningar och bearbetningar

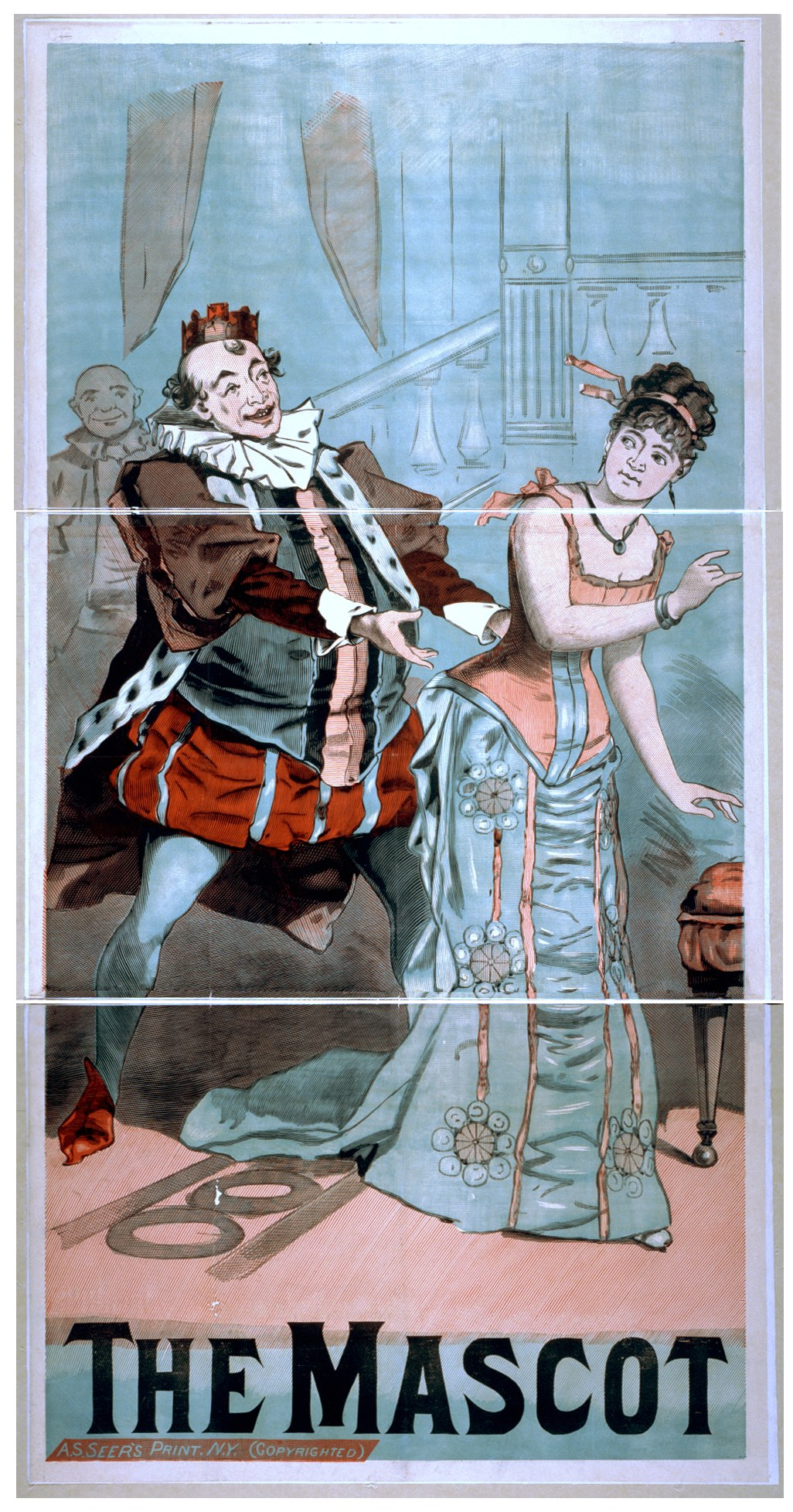
Affisch 1881.

På bara fem år efter urpremiären hade operetten spelats mer än 1000 gånger. Det gjordes tolv nypremiärer av operetten enkom i Paris mellan 1883 och 1944.
Verket sattes upp i Wien på Theater an der Wien den 12 februari 1881 med nypremiär 1893. I Bryssel sattes den upp påföljande månad (mars 1881). Den första uppsättningen i New York iscensattes på Bijou Opera House den 5 maj 1881 med Emma Howson i huvudrollen. Tio stycken uppsättningar gjorde i New York fram till 1887 (inklusive en på tyska). Dessa beskrivs detaljerat i Gänzl's Book of the Musical Theatre, vilken också noterar att det gjordes regelbundna uppsättningar de följande åren, inklusive 1892, 1909 och 1926.
Den första uppsättningen i London var på Comedy Theatre den 15 oktober 1881 i en bearbetning av Robert Reece och H. B. Farnie. Stycket hade nypremiär i West End åren 1882, 1884, 1888 och 1893. Den sattes upp i Berlin på Friedrich-Wilhelmstadtisches Theater den 25 oktober 1881. En australiensisk uppsättning gjordes på Theatre Royal i Sydney den 25 oktober 1882. Det gjordes uppsättningar i Italien (1882) och Brasilien (1888). Staden Piombino i Toscana, där handlingen utspelas, gjorde en uppsättning 2012.
En filmversion av Lyckoflickan regisserades av Léon Mathot 1935 med Germaine Roger och Lucien Baroux.
I Sverige framfördes operetten först med titeln Rosenkind, därefter med titeln Lyckoflickan, bland annat på Nya Teatern i Stockholm 1881 (Rosenkind), Vasateatern i Stockholm med premiär den 17 november 1890, samt på Oscarsteatern i Stockholm med premiär den 28 oktober 1915.

## Personer
| Roller                                             | Stämma      | Premiärbesättning 28 december 1880 (Dirigent: Marius Baggers) |
| -------------------------------------------------- | ----------- | ------------------------------------------------------------- |
| Laurent XVII, Prins av Piombino                    | baryton     | Paul Hittemans                                                |
| Fiametta, hans dotter                              | sopran      | Dinelli                                                       |
| Prins Fritellini av Pisa, Fiamettas fästman        | tenor       | Charles Lamy                                                  |
| Rocco, en bonde                                    | tenor       | Raucourt                                                      |
| Pippo, en herde                                    | baryton     | Louis Morlet                                                  |
| Bettina, Lyckoflickan                              | mezzosopran | Marie Montbazon                                               |
| Parafante, sergeant                                | baryton     | Pescheux                                                      |
| Mathéo, krögare                                    | bas         | Desmonts                                                      |
| Bönder, lords och ladies vid hovet, soldater, etc. |             |                                                               |

Källa: Vokalutdrag.

## Handling
Akt I

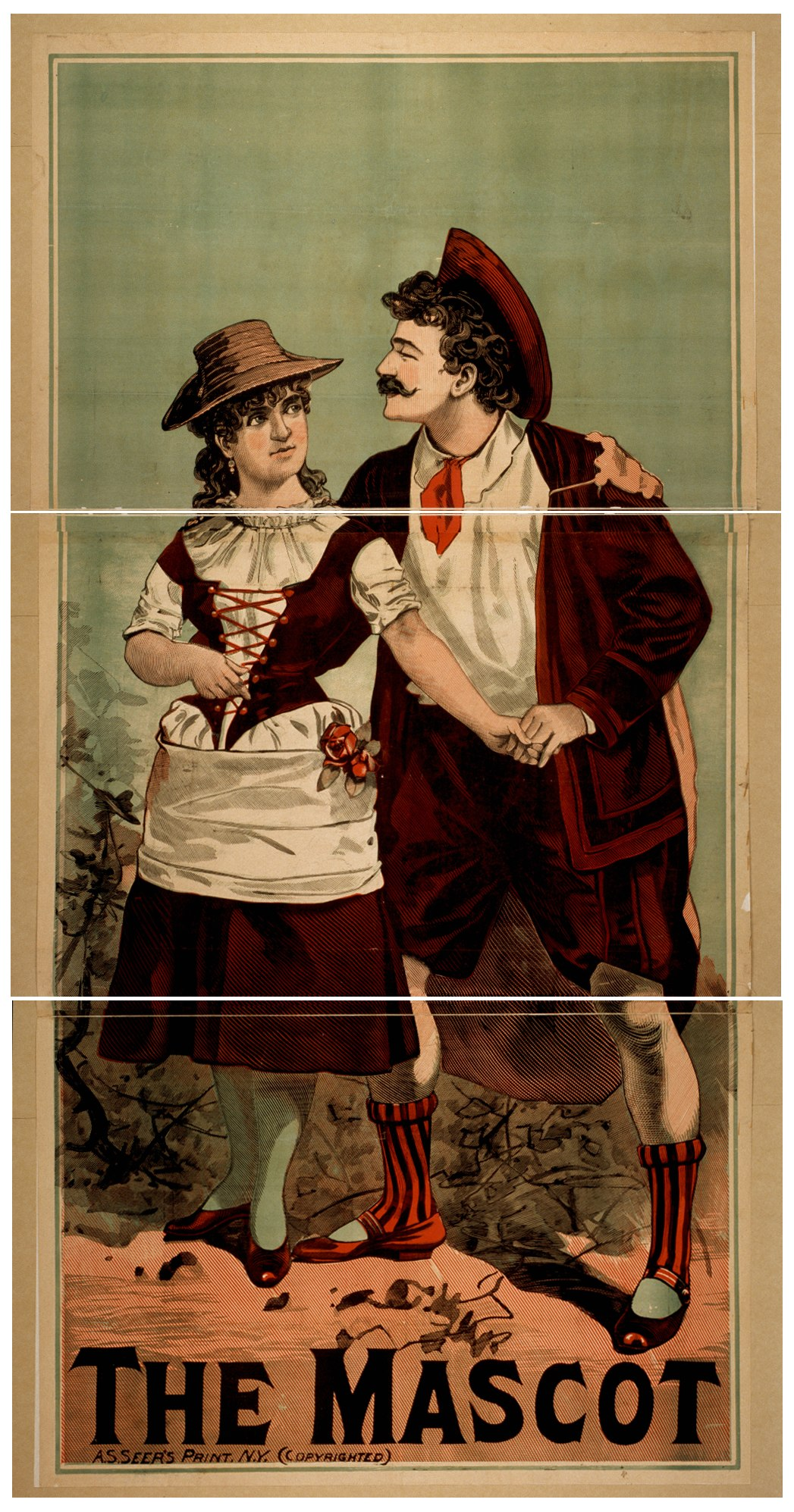
Affisch 1881.

Bonden Rocco lider av ständig otur. Hur hårt han än anstränger sig blir allt fel. Han jämför sig med sin brider Antonio, som det går bra för. Till råga på allt skickar Antonio honom en ny arbetare, kalkonsköterskan Bettina, som är fästmö till herden Pippo. Rocco anser att han inte behöver mer folk utan mer lycka. 
Bettina har med sig ett brev från Antonio, vilket Rocco vägrar att läsa. Hade han gjort det skulle han vetat att Bettina är en maskot, som mystiskt bringar lycka till sin ägare och alla som hon kommer i kontakt med. Detta skapades av Gud för att uppväga ondskan i världen. Så länge som de förblir rena och orörda pågår lyckan; endast en jungfru kan vara en maskot. Så snart som Bettina anländer vänder Roccos olycka. Traktens härskare Prins Laurent XVII är på jakt med sin dotter Fiametta och hennes fästman prins Fritinelli av Pisa. De hedrar Roccos gård med ett besök. Laurent är lika otursförföljd som Rocco. Han förlorar krig, gör katastrofala investeringar, har ingen jaktlycka samt en rebellisk dotter som beklagar sig över det arrangerade giftermålet med Fritinelli. Laurents otur fortsätter: han ramlar ned i en tunna vin. Rocco förser honom med nya kläder. I fickan hittar Laurent det olästa brevet. Efter att ha läst det inser han sanningen bakom Bettinas mystiska krafter och beordrar att han ska följa med honom till slottet. Han hittar på en historia att det har uppdagats att hon är en sedan länge försvunnen adelsdam.
Akt II
Sedan Bettina har bosatt sig i slottet har turen återvänt till prinsen. Han är så nöjd med henne att hovet tror att hon är hans älskarinna. I själva verket är så fast besluten att ingen ska få röra henne då hennes lyckobringande krafter beror på hennes orördhet. Pippo klär ut sig till en gycklare och tar sig in i slottet. Han blir avslöjad och fängslas. Fiametta besöker honom. Hon lade märke till honom redan på bondgården och blev förtjust. De upptäcks av Laurent, som finner det högst lämpligt att gifta bort dottern med Pippo, då detta skulle undvika att Bettina kunde gifta sig med Pippo. Bettina blir arg över Pippos trolöshet och ämnar äkta Laurent. Fritinelli lämnar rasande slottet och hotar med repressalier. Hans fader styr i den mäktiga grannstaten Pisa och krig hotar. Pippo och Bettina inser att de har blivit manipulerade och flyr genom ett fönster.
Akt III
Utan sin lyckoflicka vänder Laurents lycka igen. Han besegras av Fritinellis trupper. Pippo och Bettina har förenast sig med den senare. Laurent och Fiametta flyr från slottet utklädda till tiggare. De anländer till Fritinellis läger just som bröllopet mellan kapten Pippo och Bettina ska äga rum. Prinsen är förtjust att maskotens lycka därmed kommer att sluta fungera för Fritinelli. För att hämnas avslöjar Rocco för Pippo allt om maskoten och de följder ett bröllop kommer att innebära: han kommer förlora sin höga status hos Fritinelli och bli en simpel herde igen. Pippo tvekar men kärleken segrar. Den jagade prinsen och hans dotter avslöjas och arresteras. Fiametta är så vacker i sina trasor och Fritinelli så skön i sin vackra uniform att de två försonas och kriget kan förhindras. Lyckan blir fullständig när det uppdagas att maskoten är ärftlig. Bettina kommer rodnande ut från brudgemaket och lovar att föda tvillingar.
Källa: Gänzls bok om "Musical Theatre".

## Musiknummer
- Akt I
  - Ouvertyr
  - Kör – "La vendange se termine"
  - Kuplett om vinet (3 bönder) – "Il fait fuir l'humeur morose"
  - Ballad (Pippo, kör) – "Un jour le diable"
  - Kör med bypojkar – "Allons la belle"
  - Kuplett (Bettina) – "N'avancez pas ou je tape"
  - Kör – "On aime à voir après la chasse"
  - Kuplett (Laurent) – "Les gens sensés et sages"
  - Kuplett (Fiametta) – "Ah! qu'il est beau" – Ah, how fine it is
  - Kuplett om "je ne sais quoi" (Fritellini, Fiametta) – "D'un athlète ou d'un villageois"
  - Duett (Bettina, Pippo) – "Je sens lorsque je t'aperçois"
  - Final (alla) – "On sonne, on sonne"

- Akt II
  - Entr'acte
  - Kör – "Qu'elle est belle"
  - Kuplett (pager) – "Excusez mon audace extrême"
  - Duett (Bettina, Laurent) – "Ah laissez-moi!"
  - Kuplett (Bettina) – "Que je regrette mon village"
  - Kör – "Ah! quel spectacle charmant"
  - Air (Pippo) – "Salut à vous seigneur!"
  - Duett (Pippo, Bettina) – "Sais-tu que ces beaux habits-là"
  - Kuplett (Fritellini) – "Des courtisans qui passeront"
  - Kuplett (Laurent) – "Chasser le cerf au son du cor"
  - Final (alla) – "C'est le futur de la princesse"

- Akt III
  - Entr'acte
  - Soldatkör – "Verse, verse à boire"
  - Prinsens entré (Fritellini) – "Très bien? bonjour, soldat"
  - Kuplett (Fritellini) – "De nos pas marquant la cadence"
  - De kringvandrande trubadurernas entré (kör) – "Ne tremblez pas braves gens"
  - Orangutangens sång (Fiametta) – "Le grand singe d'Amérique"
  - Bröllopsgästernas entré (Pippo, kör) – "Je touche au but"
  - Kvartet (Bettina, Pipo, Laurent, Rocco) – "Quoi Pippo! quand je vous réclame"
  - Final (alla) – "Pourquoi donc crier ainsi"

Source: Sångutdrag.